# عرض بنيوي
الأعراض البنيوية (بالإنجليزية: Constitutional symptoms)‏ تطلق على مجموعة من الأعراض التي يمكنها التأثير على العديد من أجهزة الجسم المختلفة.

## أمثلة
- فقدان الوزن
- حمى
- إعياء
- توعك.[1]

ومن الأمثلة الأخرى:
- نافض (بالإنجليزية: chills)‏
- تعرق ليلي
- فقدان الشهية.[2]

وعلى العموم فهي غير نوعية ويوجد كبير من الأمراض كمسبب محتمل ولذلك تتطلب تقييماً إضافياً لوضع أي تشخيص.